# Pilsner Urquell
Pilsner Urquell (en checo: Plzeňský Prazdroj) es una cerveza de fermentación baja elaborada desde el año 1842 por Plzeňský Prazdroj en la ciudad de Pilsen, Bohemia (hoy en día República Checa). La cerveza es hoy en día un símbolo de la cerveza tipo pilsener en diferentes países de Europa.

## Historia

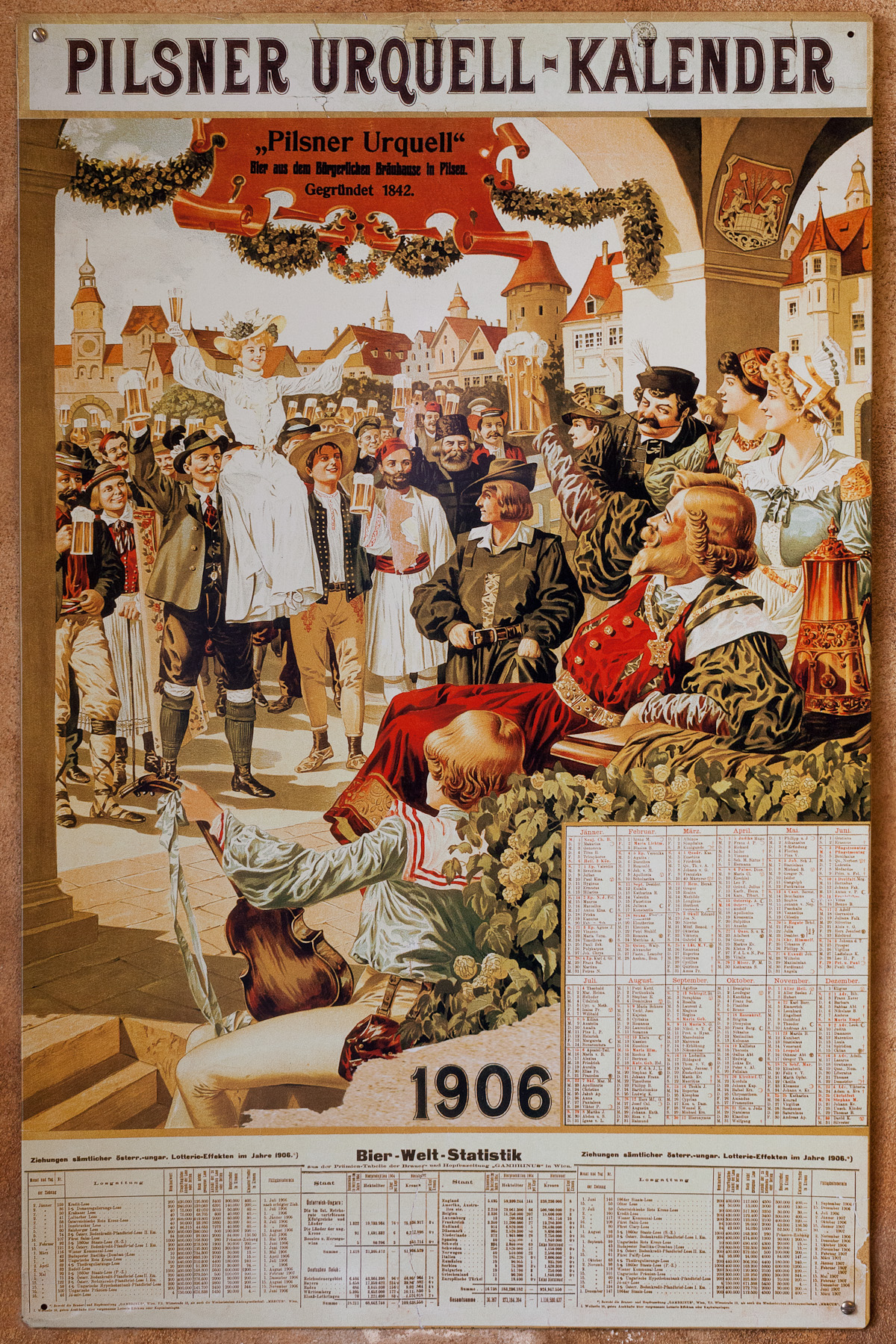
Calendario de 1906 de Pilsner Urquell.

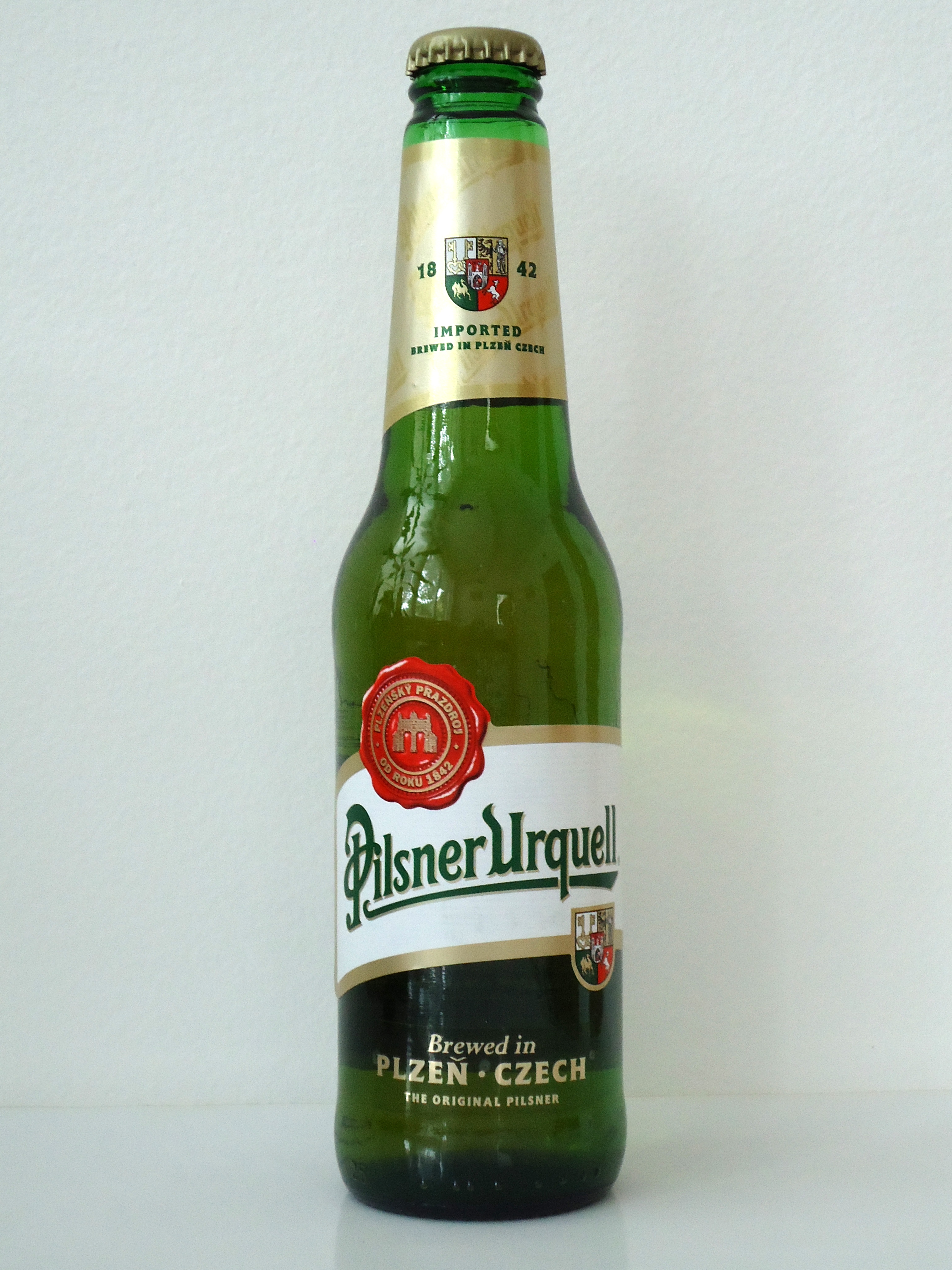
Botella de Pilsner Urquell.

Como su nombre indica (ambos "Urquell" en alemán y "Prazdroj" checo significan "fuente originaria" o "manantial primigenio") es la primera cerveza pilsener de la historia, elaborada por el cervecero bávaro Josef Groll en 1842. Es una de las cervezas lagers más populares del mundo. Cualquier cerveza que se denomine a sí misma pilsner, pilsener o pils se refiere de una forma u otra a una variante de este estilo de cerveza, formulado por primera vez por Josef Groll en la cervecería Pilsen's Burgess Brewery.
La fecha en la que se elaboró la primera pale lager en la Měšťanský pivovar (Burgess' Brewery) en Pilsen el 5 de octubre de 1842 marcó el comienzo de su exitosa vida debido a la gran popularidad que alcanzó desde sus comienzos. Los nombres Plzeňský pramen, Prapramen, Měšťanské Plzeňské, Plzeňský pravý zdroj — fueron marcas registradas que la Burgess' Brewery que finalmente registró con su nombre original Pilsner Urquell.

### Cronología
- 1295: La ciudad de Pilsen establece los comienzos de la elaboración de la cerveza.
- 1307: Las primeras evidencias escritas acerca de la casa de elaboración de malta.
- 1839: Los ciudadanos de Pilsen deciden fundar el Měšťanský pivovar (Burgess' Brewery).
- 15 de septiembre de 1839 – otoño de 1840: construcción de la fábrica de Burgess' Brewery.
- 5 de octubre de 1842: elaboración de la primera cerveza de tipo bávaro, fermentación baja, denominada pale lager.
- 1 de marzo de 1859: "Pilsner Bier" marca registrada en la Cámara de Comercio en Pilsen.
- Segunda mitad del siglo XIX se asienta la elaboración de la cerveza pilsen en Europa, primeras exportaciones a América.
- 1869: První akciový pivovar, hoy en día conocida como Gambrinus.
- 1898: Se crea una nueva marca comercial denominada Prazdroj – Urquell.[3]
- 1910: Světovar - Český Plzeňský pivovar akciové společnosti v Plzni.
- 1913: Producción de cerca de un millón de hectolitros de cerveza, representación comercial en 34 países.
- 1925 - 1933: Fusión de las cervecerías Pilsen.
- 1933: Se crean dos cervecerías en Pilsen: Měšťanský pivovar y Plzeňské akciové pivovary (PAP).
- 1 de junio de 1945: La administración nacional se hace propietaria de Měšťanský pivovar en Pilsen (tras ello se denomina Prazdroj) y PAP (Gambrinus).
- 13 de septiembre de 1946: nacionalización de ambas cervecerías y creación de una compañía nacional Plzeňské pivovary.
- 1 de junio de 1964: Formación de la compañía Západočeské pivovary con oficina registrada en Pilsen. Creación de la compañía nacional Plzeňský Prazdroj.
- noviembre de 1989: Se inician cambios en toda la organización.
- 1 de mayo de 1992: se continua con la privatización de la compañía Plzeňské pivovary, a.s.. Se producen las mayores inversiones y al mismo tiempo se establecen los mayores desarrollos tecnológicos, gran aumento de la producción y las exportaciones.
- 1994: Formación de la compañía Plzeňský Prazdroj.
- 1999: Se aprueba la formación de la fusión de compañías Pivovar RADEGAST a. s. y Pivovar Velké Popovice a. s.
- 1999: Plzeňský Prazdroj, a. s. se hace parte de la compañía South African Breweries.
- 30 de septiembre de 2002: se completa la fusión entre las dos compañías Pivovar RADEGAST a. s. y Pivovar Velké Popovice a. s. Con ello resulta la formación de una empresa denominada Plzeňský Prazdroj, a. s.

## Características
La cerveza Pilsner Urquell tiene una aroma floral como resultado del uso de los lúpulos Saaz, una variedad noble del lúpulo. Siendo una cerveza lager, se considera limpia (no afrutada). Además, sabe fuertemente a malta en comparación con otras cervezas Pilsner, debido al uso de una maceración de decocción. Aunque es más agria que la mayoría de las Pilsners, la amargura no persiste por el agua suave que usa la cervecería. Además contiene una graduación alcohólica de 4,4 %, inferior a otras cervezas rubias.
Casi toda la Pilsner Urquell se empaqueta en barriles y se dispensa bajo presión de dióxido de carbono, pero hay pequeñas cantidades disponibles sin pasteurizar, sin filtrar y acondicionadas naturalmente en la República Checa y en cantidades muy limitadas en Alemania, el Reino Unido, los Estados Unidos, Suecia, Hungría y Austria. Pilsner Urquell se exporta en botellas y latas a América del Norte, Australia y otras regiones.